# Feltrinelli Editore
Giangiacomo Feltrinelli Editore, conocida simplemente como Feltrinelli, es una editorial italiana, fundada en 1954 por Giangiacomo Feltrinelli.

## Historia
La editorial Giangiacomo Feltrinelli Editore nació a finales de 1954 en Milán de la mano de Giangiacomo Feltrinelli, sobre las cenizas de la Cooperativa del Libro Popolare, que había sido promovida por el mismo Feltrinelli. Luego fundó la serie Universale Economica.
Giangiacomo Feltrinelli ya en 1949 había dado vida a la Biblioteca G. Feltrinelli para el estudio de la historia contemporánea y los movimientos sociales, primero transformada en instituto y luego en Fundación.
Los polémicos libros publicados también le causaron más de un juicio; publicó autores del tercer mundo, literatura política y novelas que causaron escándalo, como las de Henry Miller y dos obras maestras literarias de importancia internacional: en 1957 Doctor Zhivago de Boris Pasternak, publicada con gran dificultad, y en 1958 El gatopardo de Giuseppe Tomasi di Lampedusa, ganador del Premio Strega.
Giorgio Bassani fue su director editorial.
El primer intento de comercio electrónico del grupo Feltrinelli se remonta a octubre de 1999, cuando se inauguró la librería virtual Zivago.com en sociedad con Kataweb (grupo l'Espresso), pero la iniciativa fracasó dos años después, cuando el 27 de septiembre de 2001 se cerró el sitio y se liquidó la empresa.
En 2005, se estableció el holding EFFE 2005 - Gruppo Feltrinelli SpA, que reúne bajo su protección tanto a la empresa Giangiacomo Feltrinelli Editore S.r.l. las dos librerías LaFeltrinelli; en 2007 se lanzó el comercio electrónico LaFeltrinelli.it.
En 2010 comenzó a adquirir acciones de Editorial Anagrama, de la que pasó a ser propietario en 2016.